# Гражданство Эстонии
Гражданство Эстонии — устойчивая политико-правовая связь между людьми (гражданами) и государством (Эстонской Республикой), выражающаяся в их взаимных правах и обязанностях.
Эстонское гражданство, в основном, базируется на принципе jus sanguinis. Закон о гражданстве был принят Рийгикогу 19 января 1995 года и вступил в силу 1 апреля 1995 года. Управление по делам гражданства и миграции является ответственным за соблюдением данного законодательного акта.

## История
26 ноября 1918 года Земский совет принял постановление «О гражданстве Эстонской демократической республики». В соответствии с этим актом люди, которые:
1. которые имели вид на жительство на территории Республики Эстония
2. в соответствии с декларацией о независимости Эстонии, принятой 24 февраля 1918 года, были субъектами Российского государства
3. были внесены в метрические книги либо являются коренными жителями территории Эстонии,

были признаны гражданами Эстонии.
В 1922 году был принят Закон о гражданстве, опирающийся на принцип jus sanguinis.
В 1938 году был принят новый закон о гражданстве, который (в редакции на 1940 год) был восстановлен в действии в 1992 году.
Гражданство Эстонии основано на правопреемственности. Поскольку Эстонская республика, восстановленная в 1991 году, является правопреемником Эстонской Республики, основанной в 1918 году, то 26 февраля 1992 года Верховный совет Эстонской Республики принял Закон о гражданстве, восстановивший действие Закона о гражданстве 1938 года (в редакции, действительной по состоянию на 16 июня 1940 года).
Согласно этому закону гражданство Эстонской республики предоставлялось имевшим его на 16 июня 1940 года и их потомкам. Остальные жители Эстонии, не имевшие гражданства на момент аннексии Эстонии Советским Союзом, могли получить гражданство в порядке натурализации.
В 1995 году был принят новый закон о гражданстве, который усложнил требования к знанию эстонского языка и добавил экзамен на знание эстонской конституции и закона о гражданстве. Содержащийся в законе запрет на натурализацию бывших офицеров иностранных армий, если они не состоят в браке с гражданами Эстонии по рождению, безуспешно оспаривался в Комитете по правам человека ООН.
В 1998 году парламент принял поправки в «Закон о гражданстве», согласно которым дети, родившиеся в Эстонии после 26 февраля 1992 года, чьи родители прожили в Эстонии не менее 5 лет, имеют право на основании заявления родителей получить гражданство путём натурализации без обязательных экзаменов на гражданство. По мнению В. В. Полещука, эти поправки были приняты в ответ на давление со стороны западных стран. По состоянию на 1 сентября 2008 года 10,2 тыс. детей получили гражданство с помощью этих поправок.
В 2000 году языковой экзамен на любую категорию сложности для работников был приравнен к натурализационному экзамену по языку.
С 2002 года выпускники гимназий и профтехучилищ получили право на приобретение гражданства по упрощённой процедуре. С 2004 года срок рассмотрения ходатайств о получении гражданства в некоторых случаях сократился в 2 раза. С этого же времени все экзамены по гражданству полностью бесплатны, а стоимость языковых курсов полностью возмещается тем, кто успешно сдал экзамен.
В 2016 году вступили в силу изменения, касающиеся предоставления эстонского гражданства детям родителей с неопределенным гражданством.
Двойное гражданство запрещено de jure, de facto без последствий гражданством ЭР и гражданством другого государства владеют граждане Эстонии по рождению.
9 мая 2018 года парламентская фракция Партии реформ представила в Рийгикогу законопроект, разрешающий гражданам Эстонии по рождению также иметь гражданство США, Канады, Новой Зеландии, Австралии, Швейцарии и стран-членов ЕС или Европейской экономической зоны. Однако 21 июня правительство не поддержало проект поправок, а 25 сентября 2018 года Рийгикогу большинством голосов отверг инициированный Партией реформ законопроект.

## Критика
Европейская комиссия по борьбе с расизмом и нетерпимостью в 2005 году призвала Эстонию внести в Закон о гражданстве поправки, чтобы упростить натурализацию пожилых людей, в частности, снизив языковые требования к ним; в 2009 году комиссия повторила эту рекомендацию.
Консультативный комитет по Рамочной Конвенции по защите национальных меньшинств в 2005 году призвал власти Эстонии «Принять ряд дальнейших позитивных мер для облегчения и содействия процессу натурализации, в частности, путём увеличения государственных бесплатных программ обучения государственному языку».
Существует различие в обладании гражданством Эстонии по рождению (jus sanguinis) и по натурализации. Например, в случае обладания гражданством другого государства, граждане Эстонской Республики по рождению не могут быть лишены гражданства (гарантируется Конституцией Эстонии), в то время как натурализованные граждане ЭР должны отказаться от иного гражданства (согласно эстонскому закону о гражданстве).
Также некоторые эстонцы из других стран (Россия, Казахстан, Грузия), владея эстонским языком и сохраняя эстонскую культуру, при выборе ими гражданства ЭР и оформлении его по праву крови, сталкиваются не только с отказом в получении, но также по сути с лишением гражданства вместе с получившими его детьми и внуками. Как правило, сие происходит в случаях, когда эстонцы, покинувшие страну до создания Эстонской Республики в 1918 году, всё же не являлись гражданами Эстонии, а, стало быть, их потомки не могут быть гражданами по рождению либо если бабушка претендента на гражданство Эстонии, будучи гражданкой Эстонии до 16 июня 1940 года вышла замуж за гражданина другого государства и течение двух недель не уведомила Эстонское государство о сохранении гражданства Эстонии.